# Ted Clack
Charles Edward Clack (4 tháng 6 năm 1896 – tháng 4 năm 1984) là một cầu thủ bóng đá người Anh thi đấu ở vị trí tiền vệ chạy cánh cho Sunderland.